# Leptotrochila ranunculi
Leptotrochila ranunculi (Fr.) Schüepp – gatunek grzybów z rodziny Drepanopezizaceae.

## Systematyka i nazewnictwo
Pozycja w klasyfikacji według Index Fungorum: Pseudopeziza, Drepanopezizaceae, Helotiales, Leotiomycetidae, Leotiomycetes, Pezizomycotina, Ascomycota, Fungi. Grzyb pasożytniczy, monofag występujący na liściach jaskrów (Ranunculus), znany również w Polsce.
Po raz pierwszy takson ten opisał w 1823 r. Elias Fries, nadając mu nazwę Dothidea ranunculi. Obecną nazwę nadał mu w 1959 r. Hannes Schüepp.
Ma 10 synonimów. Niektóre z nich:
- Ascospora ranunculi (Fr.) Kuntze 1898
- Mollisia ranunculi (Fr.) W. Phillips 1887[3].

## Morfologia
Na liściach porażonych roślin powoduje powstawanie plam. W obrębie tych plam na powierzchni dolnej strony liści tworzą się pojedynczo lub w grupach wypukłe, siedzące apotecja o średnicy 0,1 do 0,4 mm. Ich hymenium początkowo jest bladożółte do żółtawo-pomarańczowego, potem ciemnobrązowe, w stanie dojrzałym wykraczające poza brzeg apotecjum. Ma grubość do 70 µm. Worki 48–62 × 9,2–12 µm, bezotworowe, ośmiozarodnikowe, maczugowate, zwężające się do krótkiej, szerokiej podstawy, szkliste, cienkościenne z szerokim, tępo pogrubionym wierzchołkiem, który w odczynniku Melzera jest niebieskawy (po wstępnej obróbce 2% roztworem KOH). Askospory jajowate do maczugowatych, często nierównoboczne, z przegrodą w dolnej jednej trzeciej części, lekko zwężone przy przegrodzie, z wieloma gutulami, 13,3–15,6 × 4,4–5,7 µm. Parafizy nitkowato-maczugowate, szkliste, poniżej środka z przegrodą, czasami rozgałęzione u podstawy, lekko nabrzmiałe do 3,5 µm szerokości na wierzchołku. Wewnętrzna część ekscypulum o grubości do 72 µm, złożona z grubościennych, szklistych do bladobrązowych, izodiametrycznych do pryzmatycznych komórek o średnicy 7–12 µm, z których każda zawiera zazwyczaj wydatny centralny kanał. Zewnętrzna część ekscypulum o grubości do 20 µm, złożona z pryzmatycznych, grubościennych, brązowych strzępek z przegrodami o szerokości 3,5–6 µm, które dają początek krótkim, septowanym, tępym wyrostkom na brzegach.